# Lobras
Lobras là một đô thị trong tỉnh Granada, Tây Ban Nha. Theo điều tra dân số 2005 (INE), đô thị này có dân số là 126 người.
36°56′B 3°12′T / 36,933°B 3,2°T